# Joaquín Ibarra
Joaquín Ibarra y Marín (Saragoça, 20 de julho de 1725 — Madrid, 13 de novembro de 1785) foi tipógrafo e editor espanhol. Em 1766, foi nomeado impressor oficial do rei Carlos III.
A Ibarra se deve a impressão de obras chave na literatura, como A conspiração de Catalina, de Salustio, A história da Espanha, do Padre Mariana, ou Dom Quixote, de Cervantes.